# Le Baiser d'une morte
Pour l’article homonyme, voir Le Baiser d'une morte (film, 1949).
Pour plus de détails, voir Fiche technique et Distribution.
Le Baiser d'une morte (Il bacio di una morta) est un film italien réalisé par Carlo Infascelli et sorti en 1974.
Il est adapté du roman Il bacio d'una morta (it) de Carolina Invernizio paru en 1886. Dans la même année 1974, Mario Lanfranchi a réalisé un film dramatique adapté du même ouvrage, intitulé Il bacio.

## Synopsis
Italie, fin du XIXe siècle. La comtesse Clara Serra est amoureuse d'Andrea Valverde, mais quand elle découvre que ce dernier est en réalité son frère, elle épouse le comte Guido Rambaldi de Lampedusa. Même si elle n'est pas amoureuse, Clara reste fidèle à son mari et elle devient bientôt la maman de la petite Livia. Pendant ce temps, Andrea décide de rejoindre l'armée...

## Fiche technique
Sauf indication contraire, les informations mentionnées dans cette section peuvent être confirmées par la base de données cinématographiques IMDb,  présente dans la section « Liens externes ».
- Titre italien : Il bacio di una morta[1]
- Titre français : Le Baiser d'une morte[2]
- Réalisateur : Carlo Infascelli
- Scénario : Adriano Bolzoni, Carlo Infascelli, Tatiana Pavoni, Gastone Ramazzotti d'après le roman de Carolina Invernizio
- Photographie : Riccardo Pallottini (it)
- Montage : Cleofe Conversi
- Musique : Lallo Gori
- Décors : Carlo Gentili
- Costumes : Carlo Gentili
- Maquillage : Euclide Santoli
- Son : Benedetto Conversi
- Production : Carlo Infascelli
- Société de production : Infafilm
- Pays de production :  Italie
- Langue originale : italien
- Format : Couleur par Eastmancolor - Son mono - 35 mm
- Durée : 90 minutes (1 h 30)
- Genre : Horreur
- Dates de sortie :
  - Italie : 15 mars 1974[3]
  - France : 2 novembre 1977[2]

## Distribution
- Silvia Dionisio : Clara Serra di Travia
- Orso Maria Guerrini : Comte Guido Rambaldi di Lampedusa
- Peter Lee Lawrence : Andrea Valverde
- Karin Schubert : Yvonne Rigaud
- Carlo Gaddi : Manuel Barrero
- Riccardo Garrone : Le député Lampedusa
- Gérard Landry : Henry De Bligny
- Elsa Vazzoler : Marquise de Kohm
- Fausta Avelli : Lilia
- Vittorio Duse : Le gardien du cimetière
- Luciano Rossi : L'autre gardien du cimétière
- Luciano Pigozzi : Le majordome du comte
- Sandra Wolff : Lisa
- Alberto Farnese : L'avocat de la défense
- Enrico Marciani : Commissaire Valery
- Sergio Ammirata : Le procureur
- Cinzia Bruno : Isabella
- Bernard Berat
- Piergiovanni Anchisi
- Luciano Pupita
- Carla Mancini
- Franco D'Argenio
- Luigi Antonio Guerra